# 거스 구스
거스 구스(영어: Gus Goose)는 디즈니의 캐릭터로, 도널드 덕의 사촌이다.
종족은 거위이며 현재의 성우는 프랭크 웰커이다.
정확히는 도널드의 친가 쪽 할머니 엘비라 쿳의 남자형제 케시 쿳의 손자.
할머니인 엘비라와 같이 살고 그녀의 농장에서 일하지만 매우 게으르고 식욕이 많다.
말은 못하나, "항항"이라는 울음소리를 낸다.
대식가로 등장 만화인 1939년작 Donald's Cousin Gus에서 도널드네 집 음식을 몽땅 거덜냈다. 
도널드가 먹을 것을 다 뺏어먹어서 쫓아내려고 하나 실패한다.
하우스 오브 마우스에서는 클럽의 주방장으로 등장하는데 막상 주방장은 본인인데 식욕이 넘쳐나 손님 식사마저 먹어버린다.